# 西澤明訓
西澤明訓（1976年6月18日—），已退役日本足球運動員，司職前鋒，前日本國家足球隊成員。

## 俱樂部生涯
西泽明训1976年6月18日出生于静冈县。1995年1月，不满19周岁的西泽加盟大阪樱花，开启自己的职业足球生涯。在1997年赛季他就在15次联赛登场中打进了7粒入球。2000年，西泽明训在那个赛季的日本联赛各类赛事中打进17个进球。
西泽明训的出色表现，得到了欧洲俱乐部的关注。2001年1月，西泽明训正式加盟西甲球队西班牙人，成为继加盟華拉度列的城彰二之后，第二位效力西甲球会的日本球员。1月14日，联赛第18轮，西班牙人客场对阵拉斯帕馬斯，西泽明训在第74分钟换下萨拉诺，完成西甲首秀。尽管只有16分钟的出场时间，但是西泽出色的技术还是赢得了队友的认可。
不过在球队，西班牙人队中的鲁尔·达蒙度正值个人出色的状态，而墨西哥国脚弗朗西斯科·帕伦西亚、本土球员基克·德·卢卡斯也有着不错的效率。半程加盟的西泽明训的出场顺序只是后排。半个赛季下来，西泽明训只有6次联赛登场机会累积174分钟，西泽没有进球或助攻。联赛第24和25轮，西班牙人对阵巴列卡诺闪电和艾拉维斯，西泽都获得了54分钟和45分钟的出场机会，表现也没达到俱乐部主帅的预期。
32轮之后，西泽明训再没有获得过登场机会。2001年7月，西泽明训离开西甲，转投英超联赛。在那里，他更没有获得多少机会。2002年1月，西泽回归大阪樱花，结束了为期一年的欧洲生涯。

## 國家隊生涯
2000年6月4日，在日本对法国的友谊赛中，西泽明训发挥出色，他在比赛第70分钟接三浦知良的助攻右脚破门。
日本队备战2002年世界杯前，他入选了日本队5月远征欧洲的阵容，结果却因阑尾炎进行了紧急手术。不过最终时任日本主帅特鲁西埃还是将他选入了最后的大名单。而且由于高原直泰落选，中山雅史改穿10号，西泽明训最终披上了9号球衣出战世界杯。小组赛中他没有出战，日本队2胜1平顺利小组出线首次进入16强，结果他们对土耳其。这场比赛西泽明训首次先发，他的锋线搭档是三都主。在被土耳其先进球后，比赛61分钟西泽明训的射门被吕什蒂·雷奇贝尔挡出，比赛最后阶段他的远射再次被表现出色的吕什蒂·雷奇贝尔扑出。最终日本队0比1不敌土耳其。

## 外部連結
- National Football Teams
- FIFA公式サイトの試合出場記録 （页面存档备份，存于） (英語)
- 2002 FIFAワールドカップ出場選手のページ (BBC Sports内) （页面存档备份，存于） (英語)
- 足球数据库：西澤明訓的球员统计数据
- 西澤明訓 – FIFA國際賽競賽紀錄 (存檔)
- 西澤明訓在 National-Football-Teams.com 上的出场纪录
- Japan National Football Team Database
- 日本職業足球聯賽中的西澤明訓 （日語）